# George Rowland Brunk
George Rowland Brunk (* 18. November 1911 in Denbigh; † 21. April 2002 in Harrisonburg) war ein mennonitischer Theologe.

## Leben
Sein Vater war der Mennonitenführer George Reuben Brunk.
Er absolvierte die Eastern Mennonite School (1930) und arbeitete auf der Obstfarm der Familie. Am 22. Juli 1934 wurde George R. Brunk II per Los zum Dienst der Warwick River Mennonite Church ordiniert. 1942 gründete er die Warwick River Christian School. Er erwarb einen BA (1946) vom College of William and Mary und einen BD (1949), ThM (1965) und ThD (1967 Some changing concepts and emphases in twentieth century evangelism and missiology) vom Union Theological Seminary in Richmond, Virginia. Er lehrte von 1949 bis 1978 am Eastern Mennonite College sowie am Eastern Mennonite Seminary, wo er von 1967 bis 1976 Dekan war.

## Schriften (Auswahl)
- Jesus Christ is your answer. Orrville 1953, OCLC 10352673.
- Encounter with the Holy Spirit. Scottdale 1972, OCLC 1203814431.
- A crisis among Mennonites. In education, in publication. Harrisonburg 1983, OCLC 1055444876.
- A trumpet sound. A crisis among Mennonites on the doctrine of Christ. Harrisonburg 1988, OCLC 18393007.